# Томі Мякінен
Томмі Антеро Мякінен (фін. Tommi Antero Mäkinen; нар. 26 червня 1964 року в місті Пууппола, поблизу Ювяскюля, Фінляндія) — фінський автогонщик, чотириразовий чемпіон світу з ралі (1996, 1997, 1998, 1999). Чемпіон Фінляндії з ралі (Група N) 1988 року.
Мякінен вважається одним з найбільш успішних гонщиків в історії чемпіонатів світу з ралі. Він займає третє місце (разом з Юхою Канккуненом) по числу титулів чемпіона світу (4), займає п'яте місце в історії за кількістю перемог (24) і шосте місце за кількістю проведених етапів (139). При цьому Мякінен — перший гонщик, який зумів виграти чемпіонат світу 4 рази поспіль (Це досягнення повторили Себастьян Льоб і Себастьєн Ожьє).